# Zrození pana účetního
Zrození pana účetního (v původním italském názvu Fantozzi – Fantozzi) je italský komediální film. Byl uveden na trh v roce 1975. Je to první díl v sérii filmů o účetním Fantozzim. Hlavní roli hraje Paolo Villaggio.